# Aquilla (Ohio)

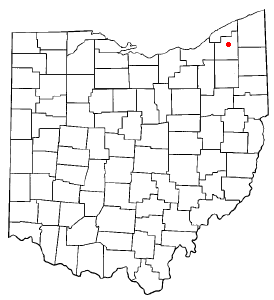
Aquilla na planie stanu Ohio

Aquilla – wieś w USA, w stanie Ohio, w hrabstwie Geauga.
Liczba mieszkańców w 2010 roku wynosiła 386, a w roku 2012 wynosiła 341.